# Simó Hippiàtric
Simó Hippiàtric (en llatí Simon Hippiatricus o De arte veterinaria scriptor, en grec antic Σίμων Ίππιατρικός) fou un escriptor grec sobre veterinària.
Diversos autors antics el mencionen i diuen que va escriure sobre cavalls en termes que demostraven un gran coneixement i era una autoritat en aquestes qüestions. El primer que l'esmenta és Xenofont que diu que va dedicar una estàtua de bronze d'un cavall a Eleusis, estàtua de la que també en parla Hièrocles el veterinari.
A Suides, que el fa nascut a Atenes, es diu que va ser desterrat d'aquella ciutat per ostracisme acusat d'incest. Suides també assenyala que va escriure Ἱππὅιατρικόν, De Arte Veterinaria i Ἱπποσκοπικόν, De Equorum Inspectione, però no és clar si són dues obres diferents o dos capítols de la mateixa. Xenofont dona el títol d'un tractat més general  Περὶ ἱππικῆς, que potser podria ser el títol conjunt de les obres anteriors.
La seva època exacta no se sap però aproximadament cal situar-lo després del pintor i escultor Micó d'Atenes que va viure vers el 460 aC, ja que Simó el menciona a la seva obra, i abans de Xenofont (vers 400 aC), que parla d'ell.